# Pica (música)

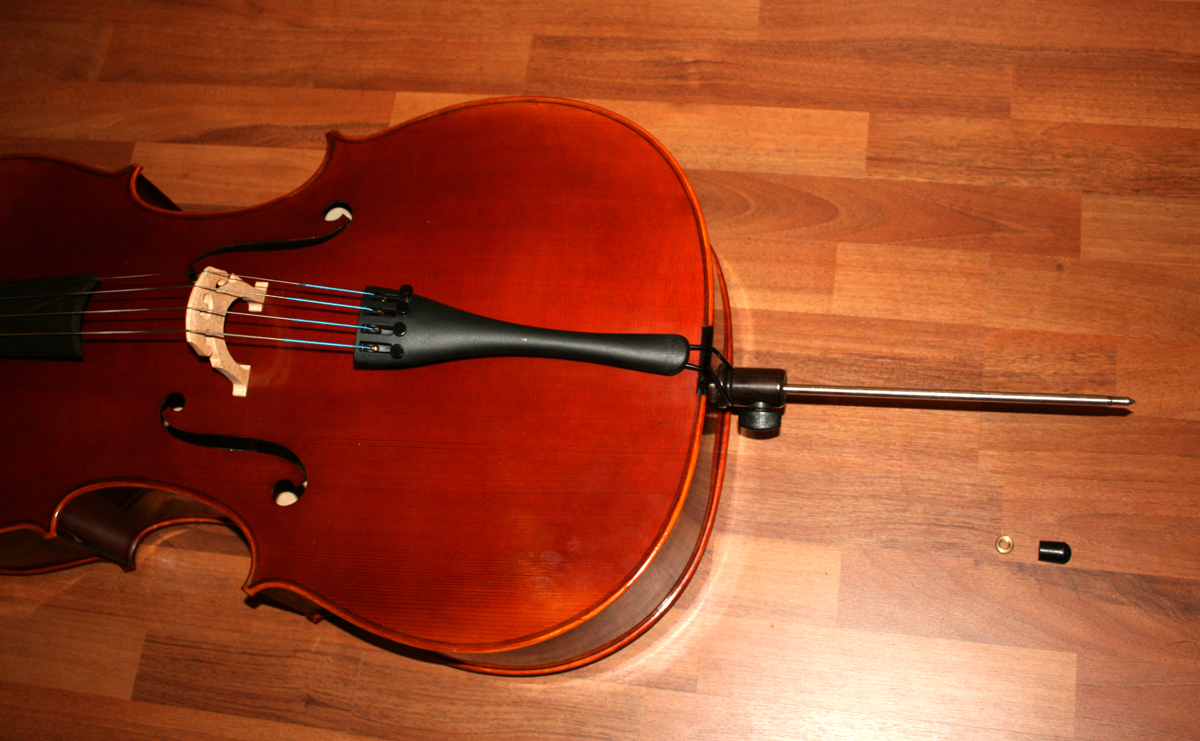
Detall de la part inferior del violoncel on es pot observar la pica

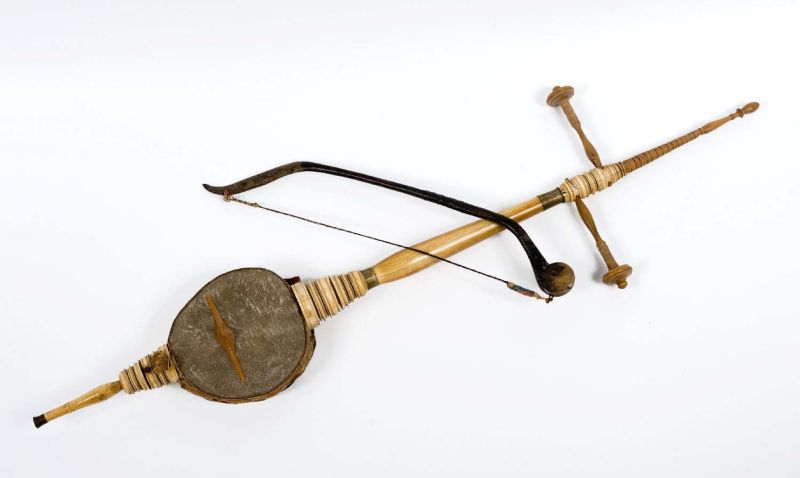
Rabab indonesi amb la seva pica

La pica és el component d'un violoncel o contrabaix que fa contacte amb el terra per suportar el pes de l'instrument. Està fet de metall, fibra de carboni o, ocasionalment, fusta, i normalment és extensible des de la part inferior de l'instrument, assegurat allà amb un cargol de pols o un altre mecanisme de tensió. La majoria de clarinets baixos i contrafagots també tenen un aparell similar. Les puntes es van convertir en una part estàndard del violoncel a mitjans del segle XIX. Abans d'això, els cellers s'agafaven fort amb les cames. Alguns intèrprets de peces de música barroca continuen sense utilitzar cap punt final durant les actuacions d'època. S'acredita àmpliament que el punt final fa que el violoncel sigui més atractiu per tocar per a les dones, que abans es veien obligades a subjectar l'instrument a terra a causa del vestit complicat i la moda de l'època. És,propi dels instruments que es col·loquen en posició vertical i tenen una mida considerable. Té forma de vara cilíndrica i sovint al final té o bé una punxa o bé una goma, ja sigui per poder-la clavar o perquè no llisqui. En el cas de la música occidental, tenen pica el violoncel (en aquest cas és extraïble i extensible) i el contrabaix. En altres cultures també en tenen el rabab indonesi.